# Sérvia e Montenegro no Festival Eurovisão da Canção Júnior
Sérvia e Montenegro participou no Festival Eurovisão da Canção Júnior em 2005 com Filip Vučić com a musica  "Ljubav Pa Fudbal". Após a dissolução do país em 2006, a Sérvia continuou a participar do concurso, estreando no ano seguinte, em 2006, enquanto o Montenegro estreou como nação independente em 2014.

## História
Antes de 2005, a Sérvia e Montenegro transmitiram o concurso de 2003.
Em 2 de agosto de 2005, foi anunciado que Sérvia e Montenegro fariam sua estreia no Junior Eurovision Song Contest 2005, na Ethias Arena em Hasselt, Bélgica, em 26 de novembro de 2005. As emissoras nacionais Rádio Televisão da Sérvia (RTS) e Rádio Televizija Crne Gore (RTCG), membros da União Europeia de Radiodifusão (EBU), foram responsáveis pela sua participação de estreia naquela que se tornaria a única vez em que competiram como nação em o Festival Eurovisão da Canção Júnior, antes do referendo sobre a independência montenegrina em 2006.
Após a dissolução da Sérvia e Montenegro, ambos iriam competir no Junior Eurovision Song Contest como Sérvia no Festival Eurovisão da Canção Júnior 2006, e Montenegro no Festival Eurovisão da Canção Júnior 2014. Neustrašivi učitelji stranih jezika passou a ser o primeiro participante da Sérvia em 2006 como uma nação independente, enquanto a dupla infantil Maša Vujadinović e Lejla Vulić representou Montenegro em 2014.

### Junior Beovizija 2005
Um evento de seleção nacional, intitulado Junior Beovizija, ocorreu em 29 de setembro de 2005, no qual dezoito inscrições competiram para se tornar o primeiro e o último participante da Sérvia e Montenegro. Filip Vučić venceu a final nacional com a música "Ljubav pa fudbal", alcançando cinquenta e oito pontos.
Legenda
     Vencedor
     2.º lugar
     3.º lugar
     Pontuação Nula ("Null Points")/Último Lugar
     Melhor classificação (fora do top 3)
     Qualificação para a final (fora do top 3)
     País-anfitrião
     Desclassificado
| #  | Artista                          | Música                                        | Língua       | Lugar | Pontos |
| -- | -------------------------------- | --------------------------------------------- | ------------ | ----- | ------ |
| 01 | Katarina Ostojić                 | "Košava" (кошава)                             | Servio       | 18º   | 1      |
| 02 | Tea Kostić Janković              | "U snežnoj noći" (У снежној ноћи)             | Servio       | 10º   | 17     |
| 03 | Nevena Majdevac                  | "Da sam dobra vila" (Да сaм добра вила)       | Servio       | 10º   | 17     |
| 04 | Filip Vučić                      | "Ljubav pa fudbal"                            | Montenegrino | 1º    | 58     |
| 05 | Darja Sreckovic                  | "Sećanja" (Сећања)                            | Servio       | 15º   | 6      |
| 06 | Aleksandra Mitrović              | "Slanik i salveta" (Сланик и салвета)         | Servio       | 10º   | 17     |
| 07 | Jana Škobić and Andrea Osterbenk | "Sta je sreća" (Шта је срећа)                 | Servio       | 16º   | 3      |
| 08 | Filip and Vladimir Čabak         | "Neznalica" (Незналица)                       | Servio       | 9º    | 19     |
| 09 | Sanja Jovanović                  | "Zvezdin Sjaj" (Звездин сјај)                 | Servio       | 3º    | 40     |
| 10 | Marija Ugrica                    | "Geografija" (Географија)                     | Servio       | 13º   | 10     |
| 11 | Stefan Đoković                   | "Pesma otvara vrata" (Песма отвара врата)     | Servio       | 8º    | 23     |
| 12 | Kristina Mihajlovski             | "Tragom zvezda snenih" (Трагом звезда анених) | Servio       | 2º    | 54     |
| 13 | Jovan Jovović                    | "Grade moj" (Граде мој)                       | Servio       | 6º    | 33     |
| 14 | Filip Trajanovski                | "Ti uvek bićeš moja" (Ти увек бићеш моја)     | Servio       | 5º    | 34     |
| 15 | Danica Zečević                   | "Uzalud su snovi" (Узалуд су снови)           | Servio       | 14º   | 8      |
| 16 | Olivera Vitorović                | "Pčelica i med" (Пчелица и мед)               | Servio       | 7º    | 28     |
| 17 | Anđela Đurovic                   | "Noc puna želja" (Ноћ пуна жеља)              | Servio       | 4º    | 35     |
| 18 | Firuca Cina                      | "Šta sanjaju dečaci" (Шта сањају дечаци)      | Servio       | 16º   | 3      |

## Participações
Legenda
     Vencedor
     2.º lugar
     3.º lugar
     Pontuação Nula ("Null Points")/Último Lugar
     Melhor classificação (fora do top 3)
     Qualificação para a final (fora do top 3)
     País-anfitrião
     Desclassificado
| #               | Ano          | Artista     | Língua       | Canção                               | Tradução       | Lugar | Pts |
| --------------- | ------------ | ----------- | ------------ | ------------------------------------ | -------------- | ----- | --- |
| 1º              | Hasselt 2005 | Filip Vučić | Montenegrino | "Ljubav pa fudbal" C & L:Filip Vučić | Amor e futebol | 13º   | 29  |
| Pais Dissolvido |              |             |              |                                      |                |       |     |

## Comentadores e porta-vozes
| Ano(s) | Comentador          | Porta-voz       |
| ------ | ------------------- | --------------- |
| 2003   | Desconhecido        | Não participou  |
| 2004   | Sem Transmissão     | Não participou  |
| 2005   | Duška Vučinić-Lučić | Jovana Vukčević |